# Herne
Herne – miasto na prawach powiatu w zachodnich Niemczech, w kraju związkowym Nadrenia Północna-Westfalia, w rejencji Arnsberg, nad Kanałem Ren–Herne (niem. Rhein-Herne-Kanal). Jeden z ośrodków miejskich Zagłębia Ruhry. Był tu duży port rzeczny, który pod koniec lat 90. został zasypany. Liczy 156 774 mieszkańców (2016).

## Położenie geograficzne
Herne leży między Bochum, Recklinghausen, Gelsenkirchen, Castrop-Rauxel i Herten. Najwyższy punkt miasta leży 160 m n.p.m., najniższy 33 m n.p.m. Długość granic miasta po obwodzie to ok. 42 km.

## Dzielnice
Miasto podzielone jest na cztery okręgi miejskie (Stadtbezirke) z następującymi dzielnicami:
- Herne-Mitte (centrum) – Baukau, Herne-Mitte, Holsterhausen
- Herne Wanne – Bickern, Crange, Unser Fritz, Wanne
- Herne Eickel – Eickel, Roehlighausen
- Herne Sodingen – Boernig, Holthausen, Horsthausen, Sodingen

## Gospodarka
W Herne ulokowało się kilka dużych przedsiębiorstw znanych także poza granicami Niemiec:
- Schwing – producent maszyn budowlanych
- Vulkan – producent przekładni, łożysk, sprzęgieł itd
- UPS – transport
- Dachser – magazynowanie i transport
- Steag – elektrownia
- GEA – przedsiębiorstwo inżynieryjne – maszyny specjalne – energetyka.
- Heitkamp GmbH – przedsiębiorstwo budowlane
- Tchibo-Logistik – oddział logistyczny dla północno-zachodnich Niemczech (likwidacja firmy w maju 2008)

## Transport
Miasto przecinają dwie autostrady:
- A42 Dortmund – Duisburg (wsch. – zach.)
- A43 Münster – Wuppertal (pół. – poł.)

Dobrze rozwinięta jest również komunikacja miejska:
- około 15 różnych linii autobusowych,
- U-Bahn (metro) – łączy Herne-Mitte (centrum) z Bochum,
- linia tramwajowa (Sraßenbahn) – łącząca Herne/Wanne-Eickel z Bochum
- dwie stacje kolejowe z dworcami Herne oraz Wanne-Eickel Hbf.

## Kultura
- Muzeum Archeologiczne (LWL-Museum für Archäologie)
- Muzeum (Heimatmuseum)
- kino z sześcioma salami kinowymi
- teatr Mondpalast
- sale wystawowo-teatralne Flottmann Hallen
- chór i Orkiestra Symfoniczna Hiberniaschule[1]

## Współpraca
Miejscowości partnerskie:
- Biełgorod, Rosja
- Eisleben, Saksonia-Anhalt
- Hénin-Beaumont, Francja
- Jawor, Polska
- Konin, Polska
- Ometepe, Nikaragua
- Wakefield, Wielka Brytania